# Красне-Поле
Красне-Поле (пол. Krasne Pole, нім. Schönwiese) — село в Польщі, у гміні Ґлубчиці Ґлубчицького повіту Опольського воєводства.
Населення — 183 особи (2011).

## Демографія
Демографічна структура станом на 31 березня 2011 року:
|          | Загалом | Допрацездатний вік | Працездатний вік | Постпрацездатний вік |
| -------- | ------- | ------------------ | ---------------- | -------------------- |
| Чоловіки | 92      | 24                 | 59               | 9                    |
| Жінки    | 91      | 21                 | 48               | 22                   |
| Разом    | 183     | 45                 | 107              | 31                   |